# Tower 42
Tower 42 – wieżowiec w Londynie, w Wielkiej Brytanii, o wysokości 183 metrów. Budynek został otwarty w 1979 i posiada 47 kondygnacji.

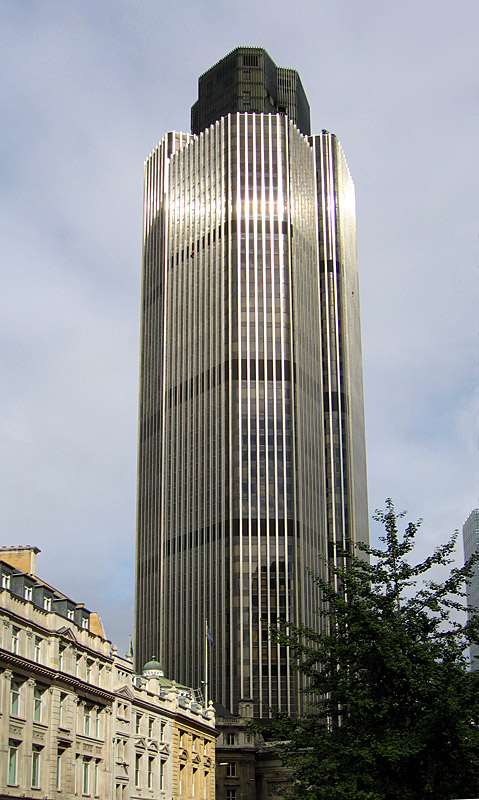

Budynek był bardzo kontrowersyjnym projektem. Poprzednio w Londynie obowiązywało dużo restrykcji co do wysokości budynków i analogiczne do wówczas powstających w innych centrach finansowych jak Nowy Jork nie mogły zostać zbudowane w Londynie. Wynikało to z tradycji i historii która w UK jest bardzo ważna. Dlatego jest też nazywany pierwszym wieżowcem Londynu lub pierwszym nowoczesnym wieżowcem. Ostatecznie jednak  oficjalnego otwarcia dokonała królowa Elżbieta II w czerwcu 1981. W momencie otwarcia został siedzibą banku NatWest i stąd jego nazwa NatWest Tower. Tytuł najwyższego budynku Londynu miał przez prawie dekadę do czasu otwarcie 1 Canada Square w 1990 (na terenie Canary Wharf). Budynek ma wysoko umieszczone panele LED(dodane później) i m.in. wyświetlano na nich symbol olimpijski podczas IO 2012. 
W budynku znajduje się też luksusowa restauracja z widokiem na Londyn(na 24 piętrze), posiadająca gwiazdkę Michelina.Przykładowa cena dania głównego w 2020 wynosi 37 GBP (ok. 182,77 złotych), podczas gdy zarobki minimalne w Wielkiej Brytanii dla etatowego pracownika powyżej 25 lat to £8.72 na godzinę(ok. 43,07 złotych na godzinę, w przybliżeniu 6891,94 złotych miesięcznie przy typowym etacie). 